# Hồ Hibara
Hồ Hibara (桧原湖 Hibara-ko) 
là một hồ nước nằm ở quận Yama, tỉnh Fukushima, Nhật Bản. Hồ này là một phần của công Viên Quốc gia Bandai-Asahi và là hồ lớn nhất trong các hồ ở cao nguyên Bandai.

## Sự hình thành
Hồ Hibara là một hồ trung dưỡng được hình thành từ hệ quả của đợt phun trào núi lửa Bandai ngày 15 tháng bảy 1888. Các mảnh vỡ do núi lở tạo ra các con đập tự nhiên, mà sau đó được lấp đầy nước đã nhấn chìm Làng Hibara (桧原村 Hibara-mura). Tàn tích của Làng Hibara hiện nay vẫn còn nằm dưới đáy hồ.

## Giải trí
Một ngành công nghiệp du lịch đã được xây dựng xung quanh Hồ Hibara, cung cấp các tour đi bộ, du thuyền, nhà nghỉ và khu cắm trại. Câu cá trên băng khá phổ biến trong mùa đông.

## Hình ảnh

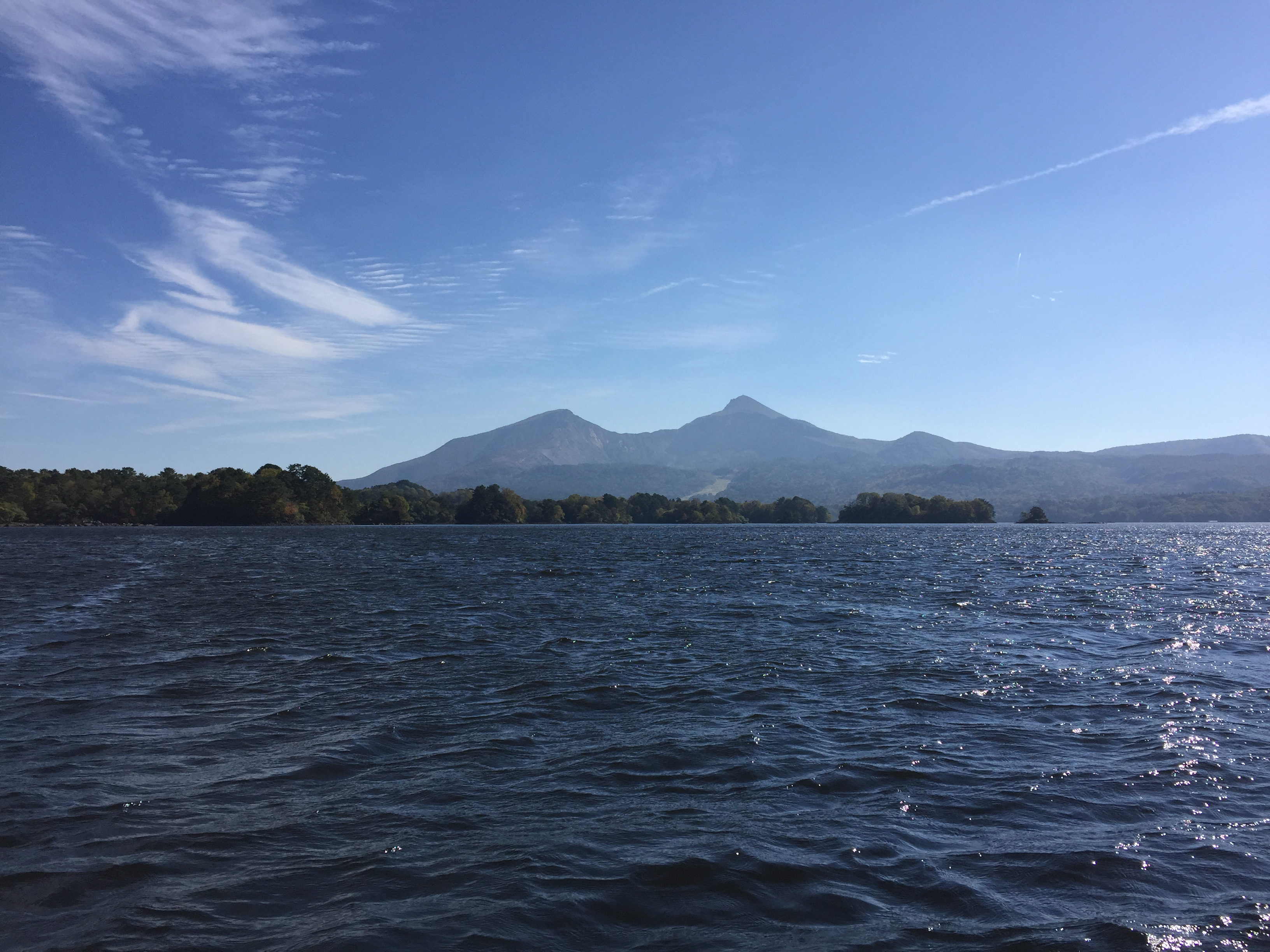
Hồ Hibara nhìn về phía Nam (núi Bandai)